# James Boarman
James Arnold Boarman (Contea di Daviess, 1º gennaio 1919 – Baia di San Francisco, 13 aprile 1943) è stato un criminale statunitense.
Scontò alcuni anni nella prigione di Alcatraz dove prese parte in un tentativo di fuga, insieme ad altri sei detenuti, il 13 aprile 1943.

## Il tentativo di fuga
La mattina del 13 aprile 1943, verso le ore 9:30, Boarman e altri sei carcerati riuscirono a scalare le mura del settore nordovest dell'isola, dopo aver imbavagliato l'ufficiale Smith, la guardia di quel settore. Poco dopo, il capitano delle guardie, Henry Weinhold, scoprì l'accaduto, notando le lenzuola che pendevano da una finestra, ad un'altezza di 10 metri, che portava direttamente nella baia. I carcerati, per poter passare inosservati, riuscirono inoltre a procurarsi delle uniformi militari.
Weinhold riuscì a dare l'allarme con il fischietto di Smith; l'ufficiale Frank Johnson, fu il primo a individuare delle sagome umane che si stavano allontanando nella baia. Le guardie sulle torri aprirono il fuoco con i loro mitra, sparando sui carcerati in acqua. Il primo che fu colpito fu Harold M. Brest, che stava coprendo Boarman, il quale scomparve temporaneamente sott'acqua. Le guardie erano convinte che Boarman fosse stato ucciso.
Un altro carcerato, Fred J. Hunter, fu ferito e decise di lasciar perdere la fuga rifugiandosi in una piccola grotta dell'isola, dove fu presto ripreso da una guardia e da un ufficiale che lo raggiunsero su una barca. Fu ordinato ad Hunter di uscire, ma senza aver avuto risposta l'ufficiale ordinò alla guardia di sparare un colpo di pistola. Hunter uscì senza opporre resistenza e la caccia continuò tutto il giorno nella speranza di trovare i corpi.
Un altro detenuto, Floyd G. Hamilton, morì presto dissanguato per le ferite che riportava sul corpo; il cadavere era nascosto nella stessa grotta dove si rifugiò Hunter e fu ritrovato la mattina successiva. Il direttore James A. Johnston dichiarò che la morte di Hamilton rappresentava una cosa positiva.
I corpi di James Boarman e degli ultimi due complici non furono mai più ritrovati, ma comunque furono presunti affogati.